# أ. جاي واتسون
أ. جاي واتسون (بالإنجليزية: A. J. Watson)‏ هو ميكانيكي سيارات أمريكي، ولد في 8 مايو 1924 في كاليفورنيا في الولايات المتحدة، وتوفي في 12 مايو 2014.